# Conidiobolus lachnodes
Conidiobolus lachnodes är en svampart som beskrevs av Drechsler 1955. Conidiobolus lachnodes ingår i släktet Conidiobolus och familjen Ancylistaceae.   Inga underarter finns listade i Catalogue of Life.